# Tetraiodsilan
Tetraiodsilan (auch Siliciumtetraiodid) ist das periodierte Derivat von Monosilan. Es ist eine anorganische chemische Verbindung des Siliciums aus der Gruppe der Iodide und Siliciumtetrahalogenide.

## Gewinnung und Darstellung
Tetraiodsilan kann durch Reaktion von Silicium mit Iod oder Iodwasserstoff gewonnen werden.
{\displaystyle \mathrm {Si+2\ I_{2}\longrightarrow SiI_{4}} }

## Eigenschaften
Siliciumtetraiodid ist eine sehr feuchtigkeits- und lichtempfindliche farblose Kristallmasse, die zu einer zitronengelben Flüssigkeit schmilzt. Beim Erhitzen erfolgt (besonders im Vakuum) leicht Zersetzung in die Elemente. Die Verbindung färbt sich nach einiger Zeit rötlich durch Abscheidung von Iod. Mit Wasser zersetzt sie sich in Iodwasserstoff und Kieselsäure. Sie besitzt eine kubische Kristallstruktur mit der Raumgruppe Pa3 (Raumgruppen-Nr. 205).